# Anomobryum pellucidum
Anomobryum pellucidum là một loài rêu trong họ Bryaceae. Loài này được Dixon & Badhw. mô tả khoa học đầu tiên năm 1938.